# Mavathur, Krishnarajanagara
Mavathur là một làng thuộc tehsil Krishnarajanagara, huyện Mysore, bang Karnataka, Ấn Độ.